# Trát (văn bản)

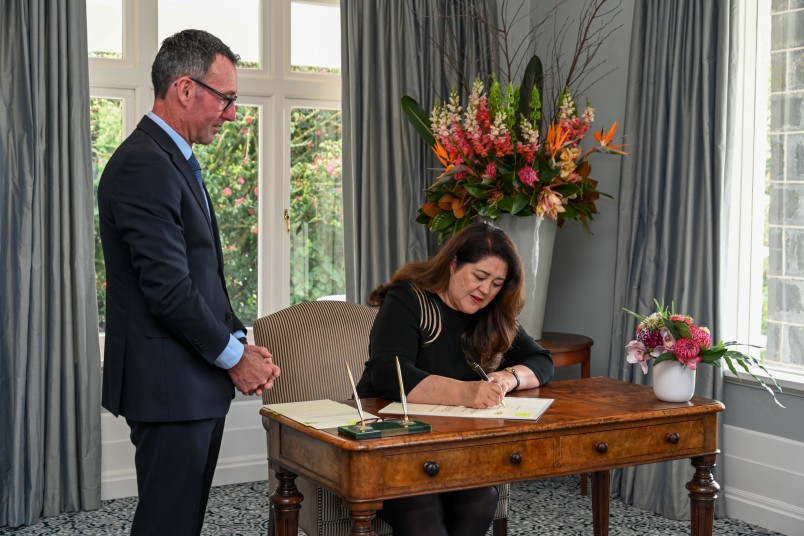
Một quan chức đang ký trát để phát hành

Trát hay còn gọi là giấy truyền lệnh là một hình thức văn bản của cơ quan nhà nước (cơ quan hành chính hay cơ quan Tư pháp) có thẩm quyền truyền đạt mệnh lệnh, yêu cầu hay triệu tập một cách chính thức đến các đối tượng (người dân hay cấp dưới) được tống đạt để thực hiện một nhiệm vụ, bổn phận hay công việc nào đó. Hình thức trát của cơ quan hành chính hiện nay không thông dụng. Hình thức trát chủ yếu được sử dụng hiện nay là Trát hầu tòa hay Trát lệnh (một loại Trát được gửi đến các đương sự hay người có liên quan để triệu tập họ tham gia vào một vụ việc hay vụ án tại Tòa) được áp dụng tại các nước theo hình thức Thông luật hay loại trát của tòa án để ra lệnh bắt giữ cá nhân nào đó.
Ở Anh, về mặt thủ tục, bản thân Thông luật được xây dựng trên thủ tục tố tụng khá phức tạp, đặc biệt trong mối quan hệ với hệ thống trát. Trát được sử dụng như một loại giấy thông hành do vua cấp để bên nguyên có thể bước qua cửa Tòa án Hoàng gia, tiếp cận với công lý nhằm giải quyết những oan khuất của mình. Mỗi loại khiếu kiện sẽ có một loại trát tương ứng, vì vậy, tùy thuộc vào bản chất của việc khiếu kiện mà bên nguyên cần giành được loại trát phù hợp mới hi vọng đơn khiếu kiện của mình được Tòa án Hoàng gia thụ lý và giải quyết. Bước sang thế kỉ XV, thủ tục tố tụng ngày càng bị chi phối mạnh bởi hệ thống trát, do đó, thủ tục tố tụng thường được coi trọng hơn cả quyền lợi đang bị tranh chấp trong vụ kiện. Nếu đơn khiếu kiện không rơi vào một trong những vụ việc đã có trát lưu hành, bên nguyên sẽ mất quyền khởi kiện, hoặc nếu bên nguyên giành được trát nhưng trát đó không phù hợp với bản chất của vụ kiện, bên nguyên cũng bị tòa bác đơn.